# Christian Didier
Christian Didier   (Saint-Dié-des-Vosges, 11 de febrer de 1944 - Saint-Dié-des-Vosges, 13 de maig de 2015) fou un xofer professional que es feu internacionalment famós després que el 8 de juny de 1993 assassinés René Bousquet, un amic del president francès François Mitterrand, que havia exercit d'alt funcionari de la policia del Govern de Vichy, el qual va administrar la meitat sud de França durant l'ocupació nazi. Just després de l'assassinat, Didier va telefonar un seguit d'editors de diaris per tal d'organitzar una conferència de premsa ad hoc. Fet que va comportar que la policia no tingués dificultats per a localitzar-lo.
El 2013, Didier va demandar Alain Minc per difamació després que, en un llibre biogràfic sobre René Bousquet, descrivís Didier com un «boig». El llibre ja havia desencadenat un cas judicial per plagi. Al final, l'acusació de plagi va reeixir i es va atorgar una indemnització per valor de 6.000 euros. Això no obstant, el cas de difamació de Didier no va prosperar.

## Klaus Barbie

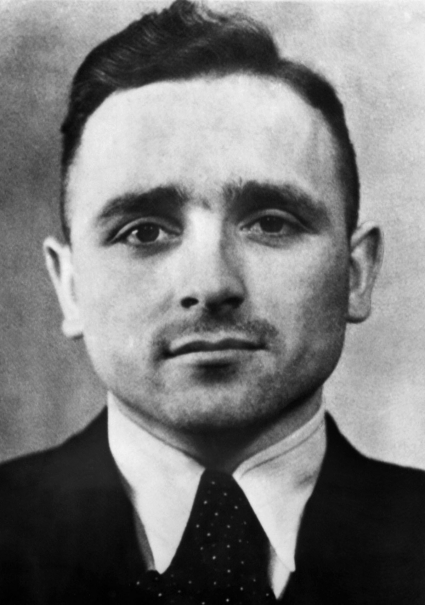
Klaus Barbie

El 19 de maig de 1987, Christian Didier va ser arrestat mentre intentava ingressar a la presó Saint-Paul de Lió en possessió d'un revòlver. La seva intenció era encarar-se a Klaus Barbie, l'ex-cap de la Gestapo de la ciutat. Didier va ser arrestat després que el revòlver de la bossa que portava fes sonar una alarma a l'entrada de la presó. En el judici va ser condemnat a quatre mesos de presó per tinença il·legal d'arma de foc. Un cop complerta la condemna va ser derivat a tractament psiquiàtric i després va anar a viure amb la seva mare a Saint-Dié. Didier va explicar que mai no havia volgut matar Barbie: «Només volia disparar-li a les cames mentre cridava: t'as le bonjour de Jean Moulin!», en referència a l'heroi de la Resistència francesa, la tortura i la mort del qual, oficialment un suïcidi, és atribuïda a Klaus Barbie. Didier havia preparat un conjunt de documents que l'identificaven com a metge qualificat per accedir a Barbie.
El setembre de 1989, Didier va aconseguir entrar als jardins del Palau de l'Elisi, però el personal de seguretat el va arrestar. Va explicar l'acció dient que havia volgut lliurar un dossier sobre l'heroi de guerra Raoul Wallenberg al president Mitterrand. Aquesta vegada va ser traslladat automàticament a un hospital psiquiàtric on va passar-hi sis setmanes i va rebre el diagnòstic de «psychose paranoïaque sensitive». Després de l'alta va concebre un projecte per assassinar Paul Touvier, un altre presumpte (i posteriorment condemnat) criminal de guerra nazi que havia exercit com a cap d'intel·ligència i col·laborador durant la Segona Guerra Mundial i que havia estat localitzat i arrestat recentment per la policia. El pla de Didier no va reeixir perquè no va poder esbrinar on es trobava Touvier.

## René Bousquet

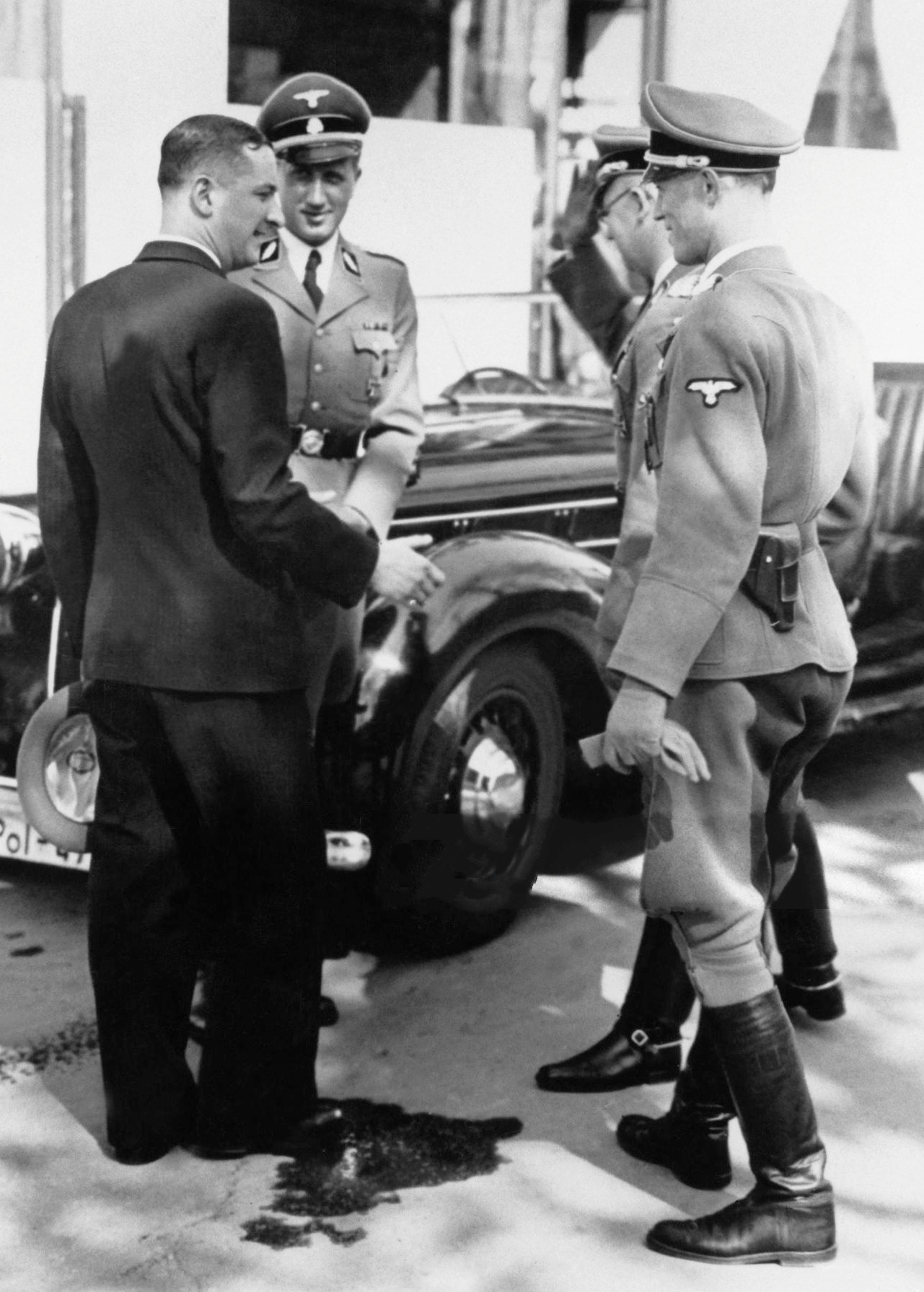
René Bousquet (esquerra) parlat amb els caps de la SS

A continuació, Didier va seleccionar un nou objectiu: René Bousquet, el cap de la policia col·laboracionista del govern de Pétain. Bousquet (tot i no haver estat mai jutjat i condemnat) es creu que va ser l'organitzador principal de la Batuda del Velòdrom d'Hivern, del pogrom de Marsella el gener de 1943 i d'altres accions de persecució i eliminació de persones jueves a l'Europa ocupada. El matí del 8 de juny de 1993, Didier va encendre una espelma a Santa Joana d'Arc. Després es va dirigir cap al bloc d'apartaments en què Bousquet tenia la seva residència de París a l'Avinguda Raphaël del 16è districte. Didier va explicar que era un missatger amb documents del Ministeri de l'Interior que necessitaven ser lliurats urgentment a Bousquet, aconseguint així l'ingrés a l'edifici. Continuà fins a l'apartament de Bousquet al sisè pis. Bousquet va obrir la porta i Didier va repetir la seva explicació, que portava els documents que calia lliurar amb urgència mentre va obrir la seva bossa. En lloc de documents va treure un revòlver, amb el qual va disparar a René Bousquet quatre o cinc bales (segons les fonts). Després va explicar que havia utilitzat quatre bales perquè el primer parell de trets no van detenir Bousquet que s'abalançà sobre ell, renegant i intentant colpejar-lo. Havia tiemut que el gos de Bousquet l'ataqués, però el gos va fugir al primer tret.
Un cop realitzada l'acció, va caminar fins a l'estació de metro més propera i va recórrer la ciutat fins a Les Lilas, on havia reservat una habitació a l'Hotel Paul-de-Koch. Va telefonar als mitjans de comunicació: C'est moi qui ai tué cette ordure, j'ai un message à vous délivrer («Jo sóc qui ha assassinat aquesta merda. Tinc un missatge per a tu»). Els periodistes de Le Monde i Le Parisien van ser els primers en arribar, seguits de representants de Libération, TF1 i Ràdio Montecarlo. També va trucar a France 2, però el secretari que va rebre la trucada va considerar que es tractava d'una fantasia i es va negar a contactar-lo amb la secció d'informatius. Didier es va adreçar als periodistes reunits durant més d'una hora: Éliminer un monstre est honorable, c'est la victoire du bien sur le mal («Eliminar un monstre és una cosa honorable: és la victòria del bé sobre el mal»). Va continuar explicant de manera efectiva i detallada el magnicidi que havia perpetrat un parell d'hores abans. Després de preparar un reportatge per a les notícies del migdia, un periodista va trucar a la policia per intentar corroborar la història de Didier. Quan aquesta va arribar, van observar que Didier semblava enutjat. Didier va dir a la policia (amb els periodistes encara presents) que les seves a facultats intel·lectuals s'havien deteriorat feia poc i que havia pensat que havia arribat el moment de lliurar un missatge espiritual al món occidental per donar un sentit a la seva vida.
Entre el 7 i el 13 de novembre de 1995 va ser jutjat a París. Didier va ser condemnat a deu anys de presó. El tribunal va escoltar els advocats de la defensa argüint que l'assassinat de René Bousquet representava una resposta als fracassos del sistema de justícia francès. Hi va haver moments en què el judici semblava que es convertia en un judici no a Didier, sinó a Bousquet. El mateix Didier alternà entre una certa lucidesa i una sèrie d'al·lusions místiques repetitives i amb prou feines coherents com «missió divina», «visions al bosc» i «veus». També hi va haver moments en què va mostrar-se profundament penedit.